# No Substitutions - Live in Osaka
No Substitutions - Live in Osaka è un album discografico di Steve Lukather e Larry Carlton, pubblicato dall'etichetta discografica Favored Nations nel 2001.
L'album ha vinto il Grammy Award nel 2002 come miglior album strumentale pop.

## Formazione
- Larry Carlton - chitarra
- Steve Lukather - chitarra
- Rick Jackson - tastiera
- Chris Kent - basso
- Gregg Bissonette - batteria

## Tracce
1. The Pump (Simon Phillips, Tony Hymas)
2. Don't give it up (Larry Carlton)
3. Only yesterday (Larry Carlton)
4. All blues (Miles Davis)
5. Room 335 (Larry Carlton)